# Murtabak

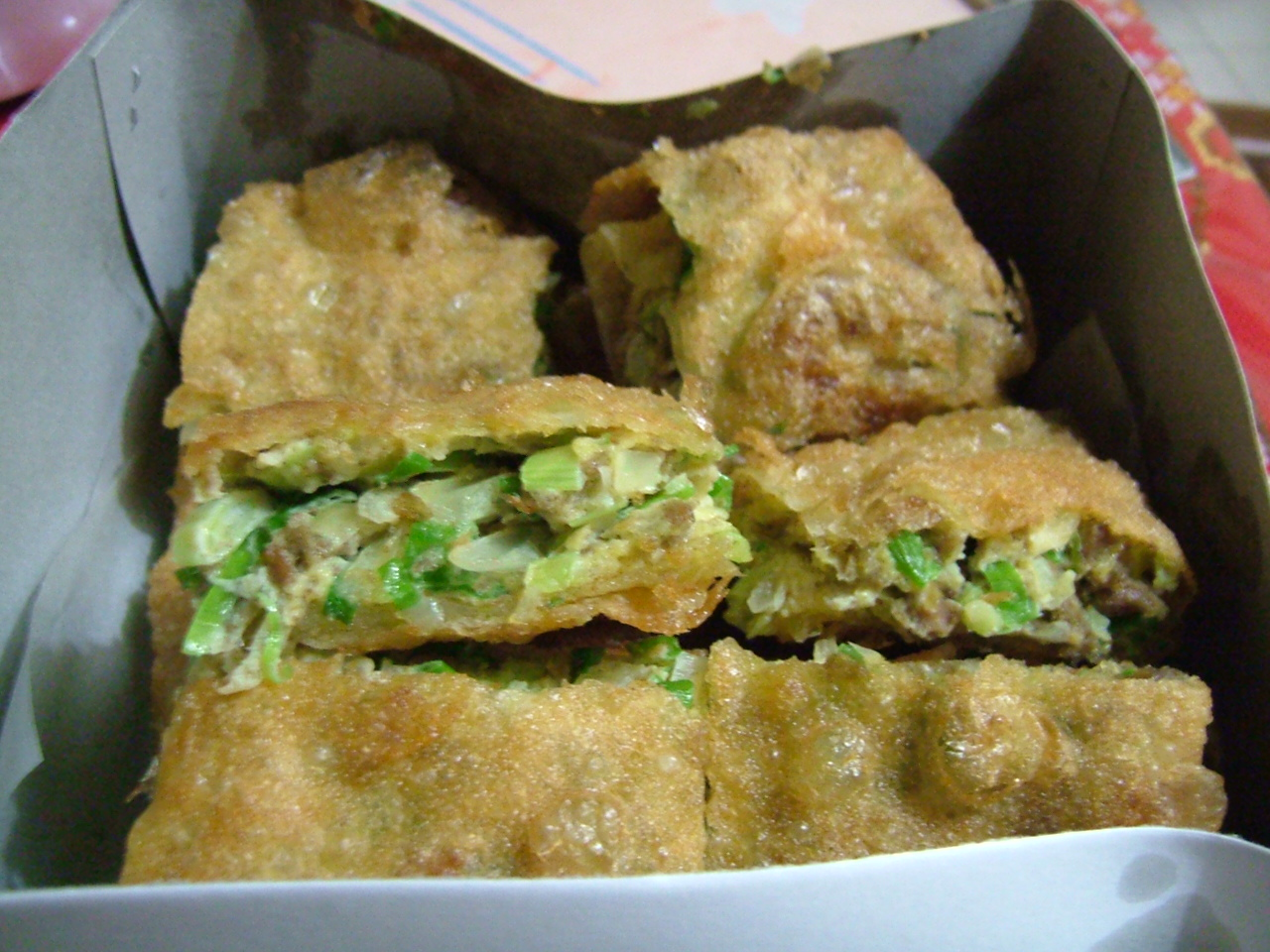
Martabak.

Martabak, o murtabak, es un plato musulmán de la India que se vende en los mercados denominados: Mamak (puestos callejeros), se puede encontrar igualmente en algunos países como: Malasia, Indonesia, Singapur, Brunéi y Yemen donde se denomina motabbag (en árabe: المطبّق) que significa "elaborado de hojas". El nombre proviene etimológicamente del árabe.

## Características
El murtabak se elabora con una masa rellena de carne picada, generalmente de carne de cordero y asada en una parrilla hasta que se pone dorada. Los rellenos incluyen ajo, huevo cocido y cebolla. El murtabak se sirve con unas rodajas de pepino y cebolla, y un cuenco de salsa de curry. En Indonesia, los murtabak tienden a ser servidos con una salsa marrón elaborada de vinagre y azúcar de palma.

## Variantes

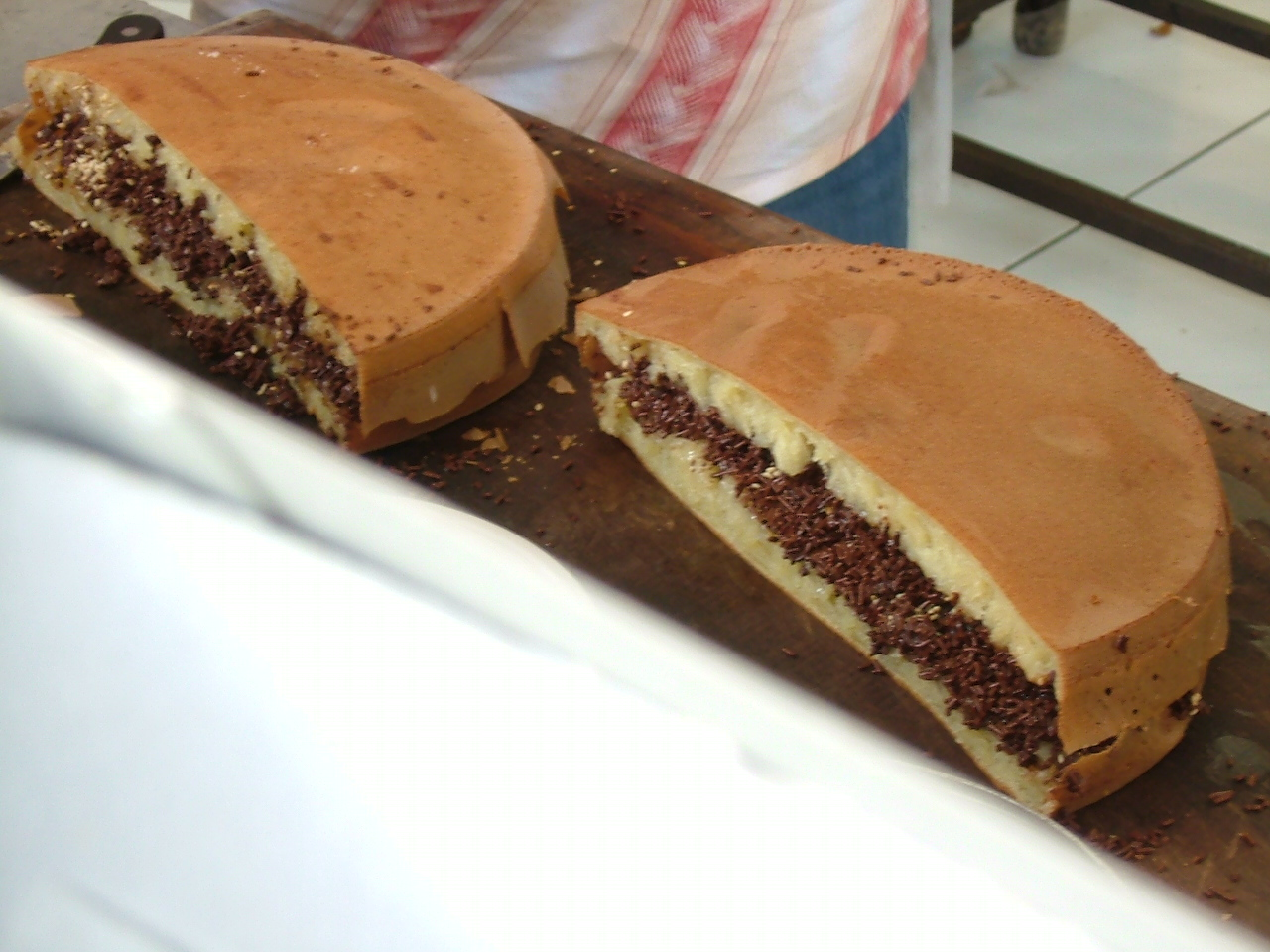
Murtabak manis.

En Yakarta y en Java Occidental, Indonesia, estas tortitas delgadas son conocidos como "martabak manis" ('dulces martabak' en indonesio). Mientras que el resto de los habitantes de Indonesia denominan a estas tortitas como "terang bulan" o "kue pinang bangka". En malayo se denominan "apam balik".
Se considera un popular entremés en Indonesia y generalmente se rellena con queso, chocolate y cacahuetes.